# Meine Familie bringt mich um!
Meine Familie bringt mich um! ist eine Filmkomödie der Regisseurin Christiane Balthasar und dem Produzenten Oliver Berben aus dem Jahr 2010.

## Handlung
Helen, Hausfrau und Mutter, beschleicht das Gefühl, dass sie langsam alt wird. Beim Friseur drehen sich die Gespräche nur noch um Orangenhaut und Taillenumfang, zudem hat sie die Vermutung, dass ihr Ehemann eine Beziehung mit einer jüngeren Frau eingegangen ist. Verschärft wird die Situation zusätzlich, als ihre Mutter erste Anzeichen von Demenz zeigt und ihre Tochter nicht mehr erkennt. Als ihre Mutter noch dazu einen Schlaganfall erleidet und Helen sich um die Betreuung kümmern muss, steht sie kurz vor einem Nervenzusammenbruch.
Der Film beleuchtet das Tagesgeschehen einer typischen Sandwich-Generation, also Personen im Alter von 40 bis 60 Jahren, die kranke Eltern und fast ausgewachsene Kinder haben.

## Produktionsnotizen
Der Film wurde am 29. September 2010 im Rahmen des Filmfestes in Hamburg uraufgeführt. Erstmals im Fernsehen zu sehen war er am 31. Januar 2011.

## Kritiken
„Ernste Probleme, im Plauderton präsentiert.“

## Sonstiges
Das ZDF überprüfte den Film auf Schleichwerbung und stellte im Nachhinein fest, dass vergleichsweise häufig PKWs der Marke Volkswagen im Blickfeld standen. Darauf angesprochen antwortete der Produzent Oliver Berben, dass er vergessen hatte zu erwähnen, dass Volkswagen die Fahrzeuge der Filmproduktion zur Verfügung gestellt hatte. Diesen Umstand hätte der Produzent eigentlich im Vorfeld ankündigen und sich vom ZDF eine entsprechende Genehmigung dafür einholen müssen.